# Listă a celor mai importante dicționare franceze
Listă a celor mai importante dicționare franceze
| Titlul                                                           | Anul                 |  |
| Dictionnaire de l'Académie française                             | 1694 până în prezent |  |
| Collins-Robert French Dictionary                                 | 1978 până în prezent |  |
| Dictionnaire de la langue française (Littré)                     | 1863-1872            |  |
| Dictionnaire historique de la langue française                   | 1992 până în prezent |  |
| Grand Dictionnaire Encyclopédique Larousse                       | 1982-1985            |  |
| Grand dictionnaire universel du XIXe siècle                      | 1866-1890            |  |
| Harrap's Shorter French Dictionary                               | 1940 până în prezent |  |
| Dictionnaire des ouvrages anonymes et pseudonymes                | 1806-1809            |  |
| Oxford-Hachette French Dictionary: French-English English-French | 1994 până în prezent |  |
| Le Petit Larousse                                                | 1905 până în prezent |  |
| Le Petit Robert                                                  | 1967 până în prezent |  |
| L'Officiel du jeu Scrabble                                       | 1990 până în prezent |  |
| Trésor de la langue française informatisé                        | 1971 până în prezent |  |